# Drimia exuviata
Drimia exuviata là một loài thực vật có hoa trong họ Măng tây. Loài này được (Jacq.) Jessop mô tả khoa học đầu tiên năm 1977.